# Ñ

پرچم کشورهای اسپانیایی زبان بر روی حرف Ñ

Ñ ، ñ یکی از حروف امروزی الفبای لاتین است، برساخته از یک N با مدکی بر فراز آن. این حرف در الفباهای اسپانیایی، گالیسی، آستوری، باسک، آراگونی، فیلیپینی، چامورو، گوارانی، ماندایی، ماپودونگون و نیز نویسه‌گردانی زبان تخاری به لاتین مورد استفاده‌است. این حرف در زبان‌های یادشده نشان‌دهندهٔ آوای [ɲ] است؛ ولی در دو زبان تاتاری کریمه و روهینگیا آوای [ŋ] را می‌رساند. در بیشتر زبان‌های یادشده حرف مستقلی است و از لحاظ ترتیب پس از N جای‌می‌گیرد و نام آن اِنْیه /ˈeɲe/ است. 